# 威遠中学校
威遠中学校（いえんちゅうがっこう）は、中国四川省威遠県にある公立高等学校。「威中」（ういちゅう）の愛称で親しまれている。

## 概要
威遠中学校は、四川省威遠県厳陵鎮人民路南二段96号に位置する国家級モデル普通高校。
1921年に創立され、「威遠県立中学」、「四川省威遠県立中学」、「四川省威遠第一中学校」、「威遠中学校」を経てきました。校地は県文廟、静寧寺、西山などの校地の変遷を経て、2001年9月に、県城の南に移転して敷地の150ムーの新しい校区を占める。
学校は「全国の教育システムの先進校」、「四川省校風のモデル学校」、「四川省の小中学校の徳育の仕事の先進校」、「四川省の心理の健康の教育のモデル学校」、「四川省の現代教育の技術のモデル学校」、「四川省の衛生の先進校」、「四川省のスポーツの伝統プロジェクトのモデル学校」などの称号がある。

## 威遠中学校校訓
- 立誠通慧
- 経緯和諧